# Vyšný Tvarožec
Vyšný Tvarožec és un poble i municipi d'Eslovàquia. Es troba a la regió de Prešov, al nord del país.

## Història
La primera referència escrita de la vila data del 1414.

## Demografia
| Godina             | 1994 | 2004   | 2014   | 2024 |
| ------------------ | ---- | ------ | ------ | ---- |
| Nombre de persones | 133  | 135    | 122    | 122  |
| Diferència         |      | +1,50% | −9,62% | +0%  |

| Godina             | 2023 | 2024   |
| ------------------ | ---- | ------ |
| Nombre de persones | 124  | 122    |
| Diferència         |      | −1,61% |